# São Brás (Ribeira Grande)
São Brás é uma freguesia portuguesa do município da Ribeira Grande, na ilha de São Miguel, Região Autónoma dos Açores,  com 9,49 km² de área e 582 habitantes (censo de 2021). A sua densidade populacional é 61,3 hab./km².
A freguesia foi criada a 18 de setembro de 1980  pelo Decreto Regional n.º 27/80/A, com lugares desanexados da freguesia de Porto Formoso.

## Demografia
A população registada nos censos foi:
| Distribuição da População por Grupos Etários | Distribuição da População por Grupos Etários | Distribuição da População por Grupos Etários | Distribuição da População por Grupos Etários | Distribuição da População por Grupos Etários |
| -------------------------------------------- | -------------------------------------------- | -------------------------------------------- | -------------------------------------------- | -------------------------------------------- |
| Ano                                          | 0-14 Anos                                    | 15-24 Anos                                   | 25-64 Anos                                   | > 65 Anos                                    |
| 2001                                         | 142                                          | 106                                          | 289                                          | 98                                           |
| 2011                                         | 137                                          | 90                                           | 326                                          | 97                                           |
| 2021                                         | 89                                           | 86                                           | 320                                          | 87                                           |

## Património
- Igreja de São Brás
- Lagoa de São Brás